# 2 صفر
- السبت
- الأحد
- الاثنين
- الثلاثاء
- الأربعاء
- الخميس
- الجمعة

- 126 يوليو 2025
- 227 يوليو 2025
- 328 يوليو 2025
- 429 يوليو 2025
- 530 يوليو 2025
- 631 يوليو 2025
- 71 أغسطس 2025
- 82 أغسطس 2025
- 93 أغسطس 2025
- 104 أغسطس 2025
- 115 أغسطس 2025
- 126 أغسطس 2025
- 137 أغسطس 2025
- 148 أغسطس 2025
- 159 أغسطس 2025
- 1610 أغسطس 2025
- 1711 أغسطس 2025
- 1812 أغسطس 2025
- 1913 أغسطس 2025
- 2014 أغسطس 2025
- 2115 أغسطس 2025
- 2216 أغسطس 2025
- 2317 أغسطس 2025
- 2418 أغسطس 2025
- 2519 أغسطس 2025
- 2620 أغسطس 2025
- 2721 أغسطس 2025
- 2822 أغسطس 2025
- 2923 أغسطس 2025
- 124 أغسطس 2025
- 225 أغسطس 2025
- 326 أغسطس 2025
- 427 أغسطس 2025
- 528 أغسطس 2025
- 629 أغسطس 2025

2 صَفَر أو 2 صَفَر الخير أو 2 صَفَر المُظفَّر أو يوم 2 \ 2 (اليوم الثاني من الشهر الثاني) هو اليوم الثاني والثلاثين من أيَّام السنة وفق التقويم الهجري القمري (العربي). يبقى بعده 322 أو 323 يومًا لانتهاء السنة.

## أحداث
- 223هـ - أُعدِم بابك الخرمي، القائد الإيراني لحركة الخرمية، على يد الخليفة العباسي.
- 648هـ - مبايعة شجر الدر على عرش السلطنة المملوكية.
- 929هـ - سقوط جزيرة رودس في أيدي العثمانيين بعد حصار دام ستة أشهر.
- 1333هـ - حسين كامل نجل الخديوي إسماعيل يتولى عرش مصر تحت اسم سلطان خلفًا لابن أخيه الخديوي عباس حلمي الثاني.
- 1336هـ - البريطانيون يسيطرون على يافا في فلسطين ويجلون العثمانيين منها.
- 1360هـ - فاطمة راشد تصدر مجلة «شيك» النسائية الشهرية في القاهرة، وكان هدفها تعليم المرأة فن التجميل والرشاقة.
- 1372هـ - عقد أول اجتماع لمنظمة المؤتمر الإسلامي في جدة والذي جمع وزراء إعلام الدول الإسلامية.
- 1383هـ -
  - عودة مجلة الرسالة الأدبية الشهيرة التي كان يرأس تحريرها الأديب أحمد حسن الزيات إلى الصدور مرة أخرى، بمعاونة وزارة الثقافة المصرية، لكنها سرعان ما توقفت بأمر مباشر من الدولة.
  - زنجبار تنال الحكم الذاتي تحت الوصاية الإنجليزية.
- 1390هـ - القوات الجوية الإسرائيلية تقصف مدرسة بحر البقر بمحافظة الشرقية في مصر، وأدى ذلك إلى مقتل 30 طفلًا.
- 1404هـ - الرئيس الجزائري الشاذلي بن جديد يقوم بزيارة رسمية إلى فرنسا هي الأولى لرئيس جزائري منذ الاستقلال.
- 1409هـ - الملك فهد بن عبد العزيز يضع حجر الأساس لتوسعة المسجد الحرام في مكة.
- 1411هـ - الرئيس العراقي صدام حسين يظهر بالتلفاز مع الرهائن الغربيين مما أثار موجة غضب عالمية.
- 1424هـ - الرئيس العراقي صدام حسين يظهر وهو يتجول في ساعات النهار مشيًا على الأقدام في حي المنصور في بغداد بينما أحاط به بضع عشرات من السكان يهتفون بحياته في أول لقطات تصور له في مكان عام منذ اندلاع الحرب الأمريكية على العراق.
- 1425هـ - حركة حماس تعين خالد مشعل رئيسًا خلفًا للشيخ أحمد ياسين.
- 1431هـ - أعمال شغب بين جماعات مسلمة وأخرى مسيحية في جوس بنيجيريا أدت إلى مقتل ما لا يقل عن 200 شخص.
- 1434هـ - المصريون يتوجهون لصناديق الاقتراع للمشاركة في الجولة الأولى من الاستفتاء على الدستور الجديد وسط انقسام حوله.
- 1435هـ - مسلحون يقتحمون مستشفى بمجمع وزارة الدفاع اليمنية مما أسفر عن مقتل 52 شخصًا، وإصابة 176 آخرين بجروح.
- 1440هـ - محكمة تركية تقضي بإطلاق سراح القس الأمريكي أندرو برونسون وبإلغاء منعه من السفر، بعد أن اعتقلته السلطات التركية مُنذُ حوالي سنتين خلال عمليات التطهير التي حدثت بعد المحاولة الانقلابية في البلاد، ووُجهت له اتهامات بالانتماء إلى تنظيم الكيان الموازي بزعامة فتح الله كولن.
- 1441هـ - خروج مظاهرات في بغداد و عدة مدن عراقية تندد بالفساد والبطالة نتجت عنها اشتباكات بين القوات الأمنية والمتظاهرين أدت إلى ما لا يقل عن 100 قتيل وأكثر من 4000 مصاب.

## مواليد
- 602هـ - ابن الظهير الإربلي، فقيه حنفي وأديب عراقي.
- 1252هـ - عبده الحامولي، موسيقي مصري.
- 1311هـ - محمود أبو الفتح، أول نقيب للصحفيين المصريين.
- 1331هـ - الباهي الأدغم، رئيس وزراء تونسي.
- 1338هـ - محمد رضا بهلوي، شاه إيران.
- 1347هـ - محمد رشدي، مغني مصري.
- 1348هـ - الحسن الثاني، ملك المغرب.
- 1349هـ - أحمد كمال أبو المجد، سياسي ومفكر إسلامي مصري.
- 1356هـ - محمد سمير اللبدي، لغوي وأكاديمي وشاعر فلسطيني.
- 1369هـ - حياة قنديل، ممثلة مصرية.
- 1371هـ - سالم عبد العزيز الصباح، محافظ بنك الكويت المركزي.
- 1378هـ - ظبية خميس، شاعرة وكاتبة قصصية إماراتية.
- 1382هـ - نجلاء محمود، سيدة أولى مصرية.
- 1392هـ - أحمد فهمي، مغني وممثل مصري.
- 1394هـ - كريم باقري، لاعب كرة قدم إيراني.
- 1399هـ -
  - جاود كريم، أحد مؤسسي اليوتيوب.
  - هيا الشعيبي، ممثلة كويتية.

## وفيات
- 187هـ - جعفر بن يحيى البرمكي، وزير هارون الرشيد.
- 366هـ - الحكم المستنصر بالله، من خلفاء الدولة الأموية بالأندلس.
- 1230هـ - محمد المهدي، عالم أزهري من الذين قادوا حركة مقاومة الحملة الفرنسية على مصر.
- 1390هـ - أحمد أمين الكاظمي، رياضياتي وكاتب عراقي.
- 1403هـ - إبراهيم بن أحمد بورقعة، محامٍ وأديب تونسي.
- 1429هـ - نزيه خير، شاعر عربي إسرائيلي.
- 1436هـ - عصام عبه جي، مُمثل سوري.

## وصلات خارجية
- موقع قصة الإسلام: حدث في شهر صفر.